# 同得仕
同得仕（集團）有限公司(港交所：0518)是香港一家製造高級絲質及非絲質女裝成衣集團，主要業務是生產成衣及銷售。
集團於1977年成立，1988年12月15日在香港交易所主板上市。

## 外部連結
- 同得仕官方網址 tungtex.com （页面存档备份，存于）
- 百圖官方網址 betu.com.hk （页面存档备份，存于）